# Візімар
Візімар (д/н — 335) — король вандалів-асдінгів.

## Життєпис
Ймовірно належав до «королівського» роду. Вважається, що першим зумів об'єднати вандалів-асдінгів, створивши державне утворення, що охоплювало землі вільних даків, північну та західну частини колишньої Римської Дакії, низку земель костобоків (сучасна Західна Україна). Про діяльність Візімара вкрай замало відомостей. З огляду на його володіння мав контакти з Римською імперією, якій допомагав у боротьбі проти остготів. Зрештою стикнувся з вестготами на чолі з геберіхом, що рухалися до Дунаю. У війні з ними Візімар загинув в 335.